# Casa Balla
Casa Balla (per esteso Casa museo di Giacomo Balla) è una casa museo di Roma, appartenuta a Giacomo Balla e alle sue figlie, e situata in via Oslavia 39b, nel quartiere Vittoria.

## Storia
Nel giugno del 1929 la famiglia di Giacomo Balla, composta da lui, dalla moglie Elisa Marcucci e dalle figlie Luce ed Elica, si trasferì in un appartamento al quarto piano di un grande stabile nel quartiere romano della Vittoria. Per quanto l'abitazione fosse modesta (nei diari Elica parla a malincuore di un appartamento "impiegatizio"), Balla e i suoi familiari si adoperarono costantemente al suo abbellimento, facendone una vera e propria opera d'arte "totale", in cui essi vissero per tutta la vita. Balla scomparve nel 1958 e le sue due figlie, entrambe pittrici e nubili, vi risedettero pure fino alla morte, rispettivamente nel 1994 e nel 1993. 
Per quanto le figlie di Balla fossero costrette, nel corso degli anni, ad alienare gradualmente alcune opere del padre, molto si conservò fino all'ultimo, tra cui la decorazione delle pareti, le porte e il mobilio dipinti, quadri, sculture, abiti e suppellettili di uso quotidiano, e anche i successivi eredi mantennero l'integrità della casa finché, nel 2004, essa non fu dichiarata di interesse culturale dal Ministero della Cultura. A ciò seguirono un restauro condotto dall'Istituto centrale per il restauro, e ulteriori lavori successivi promossi dalla Soprintendenza speciale archeologia belle arti e paesaggio di Roma, in collaborazione con la Banca d'Italia.
Al termine di una lunga fase di ricognizione, studio, conservazione e messa in sicurezza degli ambienti, questi sono stati aperti al pubblico nel 2021, tramite il supporto logistico del MAXXI e della Soprintendenza Speciale di Roma, inizialmente con eventi speciali, poi via via regolarizzando le aperture su appuntamento per periodi più lunghi.